# Monodòntids
Els monodòntids (Monodontidae) formen una família de cetacis que inclou dues espècies inusuals: el narval, el mascle del qual té un llarg ullal i la blanca beluga. Viuen en regions costaneres i a prop de les banquises de l'oceà Àrtic, així com a les altes latituds septentrionals dels oceans Pacífic i Atlàntic.